# Championnat de Tchécoslovaquie masculin de handball
Le championnat de Tchécoslovaquie masculin de handball mettait aux prises les meilleures équipes de club de Tchécoslovaquie entre 1950 et 1993, à la suite de la dissolution de la Tchécoslovaquie le 31 décembre 1992.
La compétition a été dominée par le HC Dukla Prague, vainqueur de 28 championnats. Ce club est également le seul en Tchécoslovaquie à avoir remporté la Coupe d'Europe des clubs champions, en l'occurrence à trois reprises en 1957, 1963 et 1984.
Aujourd'hui, les équipes évoluent dans l'un des championnats suivants :
- Championnat de Tchéquie
- Championnat de Slovaquie.

## Palmarès
| Saison  | Champion                   | Vice-champion              | Troisième                  |
| ------- | -------------------------- | -------------------------- | -------------------------- |
| 1950    | ATK Prague                 | GZ Královo Pole            | TJ Gottwaldov              |
| 1951    | non disputé                | non disputé                | non disputé                |
| 1952    | non disputé                | non disputé                | non disputé                |
| 1953    | ÚDA Prague                 |                            |                            |
| 1954    | ÚDA Prague                 |                            |                            |
| 1955    | ÚDA Prague                 | HSC Plzeň                  | Spartak I. Brněnská        |
| 1956    | Dukla Prague               | HSC Plzeň                  | Dukla Plzeň                |
| 1957    | non disputé                | non disputé                | non disputé                |
| 1957-58 | Dukla Prague               | HSC Plzeň                  | Spartak Prague Sokolovo    |
| 1958-59 | Dukla Prague               | Tatran Prešov              | HSC Plzeň                  |
| 1959-60 | TJ Gottwaldov              | Dukla Prague               | Tatran Prešov              |
| 1960-61 | Dukla Prague               | Tatran Prešov              | HSC Plzeň                  |
| 1961-62 | Dukla Prague               | Tatran Prešov              | HSC Plzeň                  |
| 1962-63 | Dukla Prague               | HSC Plzeň                  | TJ Gottwaldov              |
| 1963-64 | Dukla Prague               | Tatran Prešov              | Slávia Trnava              |
| 1964-65 | Dukla Prague               | Tatran Prešov              | HSC Plzeň                  |
| 1965-66 | Dukla Prague               | Tatran Prešov              | HSC Plzeň                  |
| 1966-67 | Dukla Prague               | HC Baník Karviná           | Tatran Prešov              |
| 1967-68 | HC Baník Karviná           | Dukla Prague               | Tatran Prešov              |
| 1968-69 | Tatran Prešov              | Dukla Prague               | HC Baník Karviná           |
| 1969-70 | Dukla Prague               | HSC Plzeň                  | Tatran Prešov              |
| 1970-71 | Tatran Prešov              | HSC Plzeň                  | Dukla Prague               |
| 1971-72 | HC Baník Karviná           | HSC Plzeň                  | Tatran Prešov              |
| 1972-73 | Étoile rouge de Bratislava | Tatran Prešov              | VSŽ Košice                 |
| 1973-74 | HSC Plzeň                  | Tatran Prešov              | HC Baník Karviná           |
| 1974-75 | Étoile rouge de Bratislava | Tatran Prešov              | Dukla Prague               |
| 1975-76 | Étoile rouge de Bratislava | HSC Plzeň                  | HC Baník Karviná           |
| 1976-77 | Dukla Prague               | Tatra Kopřivnice           | Étoile rouge de Bratislava |
| 1977-78 | VSŽ Košice                 | Dukla Prague               | Tatran Prešov              |
| 1978-79 | Dukla Prague               | Lokomotíva Trnava          | Slavia IPS Prague          |
| 1979-80 | Dukla Prague               | VSŽ Košice                 | Lokomotíva Trnava          |
| 1980-81 | VSŽ Košice                 | Dukla Prague               | Slavia IPS Prague          |
| 1981-82 | Dukla Prague               | VSŽ Košice                 | Tatran Prešov              |
| 1982-83 | Dukla Prague               | Tatran Prešov              | Lokomotíva Trnava          |
| 1983-84 | Dukla Prague               | HSC Plzeň                  | Étoile rouge de Bratislava |
| 1984-85 | Dukla Prague               | Lokomotíva Trnava          | Tatran Prešov              |
| 1985-86 | Dukla Prague               | KH Kopřivnice              | Slavia IPS Prague          |
| 1986-87 | Dukla Prague               | HC Baník Karviná           | Tatran Prešov              |
| 1987-88 | Dukla Prague               | Tatran Prešov              | HC Baník Karviná           |
| 1988-89 | VSŽ Košice                 | Étoile rouge de Bratislava | Dukla Prague               |
| 1989-90 | Dukla Prague               | HC Baník Karviná           | Étoile rouge de Bratislava |
| 1990-91 | Dukla Prague               | VSŽ Košice                 | HC Baník Karviná           |
| 1991-92 | Dukla Prague               | HC Baník Karviná           | Tatran Prešov              |
| 1992-93 | Tatran Prešov              | Tatra Kopřivnice           | ŠKP Bratislava             |

## Bilan par club
| Club                       | Titres | Saisons | République actuelle |
| -------------------------- | ------ | --- | ------------------- |
| HC Dukla Prague            | 28     | 1949-50, 1952-53, 1953-54, 1954-55, 1955-56, 1957-58, 1958-59, 1960-61, 1961-62, 1962-63 1963-64, 1964-65, 1965-66, 1966-67, 1969-70, 1976-77, 1978-79, 1979-80, 1981-82, 1982-83 1983-84, 1984-85, 1985-86, 1986-87, 1987-88, 1989-90, 1990-91, 1991-92 | Tchéquie            |
| Étoile rouge de Bratislava | 3      | 1972-73, 1974-75, 1975-76 | Slovaquie           |
| VSŽ Košice                 | 3      | 1977-78, 1980-81, 1988-89 | Slovaquie           |
| HT Tatran Prešov           | 3      | 1968-69, 1970-71, 1992-93 | Slovaquie           |
| HC Baník Karviná           | 2      | 1967-68, 1971-72 | Tchéquie            |
| TJ Gottwaldov              | 1      | 1959-60 | Tchéquie            |
| TJ Škoda Plzeň             | 1      | 1973-74 | Tchéquie            |